# Cousteumont
Cousteumont (en wallon : Cousteûmånt) est un hameau de la commune belge de Neufchâteau, dans la province de Luxembourg.
Depuis 1828 jusqu'à la fusion des communes de 1977, il appartenait à l'ancienne commune d'Assenois.

## Situation
Cousteumont est un hameau ardennais traversé par le ruisseau de Mellier. Il se situe entre les localités d'Hamipré, Offaing et Bernimont (commune de Léglise).
La sortie n°28 de l'autoroute E411 se trouve à moins de 4 km au sud-est de la localité. Le centre de Neufchâteau se situe à environ 4,5 km au nord-ouest.
La ligne de chemin de fer 162 Namur-Arlon traverse Cousteumont. Un étroit tunnel d'une largeur de 3,96 m (indiquée sur panneau) permet de franchir cette voie ferrée.

## Description
Le hameau est principalement composé d'anciennes fermes et fermettes en long construites en pierres de schiste et le plus souvent blanchies à la chaux ou recouvertes de crépi. Cette succession d'anciennes fermes d'architecture similaire et leur proximité entre elles confèrent une belle harmonie dans l'habitat de la localité.
Aucun édifice religieux n'est recensé dans le hameau.

## Tourisme
Plusieurs gîtes à la ferme se trouvent dans la localité.